# The Tony Danza Tapdance Extravaganza
A The Tony Danza Tapdance Extravaganza amerikai mathcore/ grindcore zenekar volt. 2004-ben alakultak a louisianai Monroe-ban, a következő felállással: Layne Meylain, Mason Crooks, Brad Thompson és Mike Butler. Ekkor még nem volt énekesük, így áttették székhelyüket a Tennessee állambeli Murfreesboro városába, és itt találták meg frontemberüket Jessie Freeland személyében.
Nevüket Tony Danza színészről kapták. 2012-es feloszlásukig négy stúdióalbumot adtak ki.

## Története
2004-ben alakultak. Humoros nevük miatt az emberek (főleg az öregebbek) gyakran hitték azt, hogy az igazi Tony Danza fog fellépni. 2005-ben kiadták első albumukat, ezután szerződést kötöttek a Corrosive Records-szal. Második albumuk 2007-ben jelent meg a Black Market Activities kiadó gondozásában. Pályafutásuk alatt olyan együttesekkel turnéztak, mint a Cattle Decapitation, az Arsonists Get All the Girls, a Veil of Maya, a Full Blown Chaos, a Despised Icon, a The Acacia Strain, a Beneath the Massacre, az Unearth, a See You Next Tuesday, a The Red Chord, a Shai Hulud, a Psyopus, a The Number 12 Looks Like You, a Lye By Mistake, A Life Once Lost és az Emmure. 2008 márciusában balesetet szenvedtek az egyik koncertjük után.
2009. szeptember 24-én bejelentették, hogy Layne Meylain és Mike Butler kiléptek a zenekarból. Ebben az időben jelentették be következő albumukat, amelyet 2009 novemberében rögzítettek.
Az album 2010. július 6-án jelent meg. Ez az első album, amelyen Mike Bradley dobol.
2011 májusában bejelentették, hogy negyedik stúdióalbumukon dolgoznak. A lemez 2012. október 16-án jelent meg. Dave Mustein, a MetalSucks kritikusa 4.5 ponttal értékelte az ötből.
2012-ben feloszlottak. Tagjai egyéb zenekarokban folytatták. Josh Travis gitáros a Glass Cloud, majd az Emmure tagja lett.

## Tagok
Utolsó felállás
- Jessie "Danza" Freeland – ének (2004–2012)
- Josh Travis – gitár (2009–2012)

Korábbi tagok
- Layne Meylain – gitár (2004–2009)
- Brad Thomson – gitár (2004–2008)
- Mike Butler – basszusgitár (2004–2009)
- Phil Lockett – basszusgitár (2010–2011)
- Mason Crooks – dob (2004–2007)
- Djed Cyril – dob (2006–2009)
- Mike Bradley – dob (2009–2011)

## Diszkográfia
- The Tony Danza Tapdance Extravaganza (demó, 2004)
- The Tony Danza Tapdance Extravaganza (album, 2005)
- Danza II: Electric Boogaloo (album, 2007)
- Danza III: The Series of Unfortunate Events (album, 2010)
- Danza IIII: The Alpha – The Omega (album, 2012)